# Chiridopsis nigrosepta
Chiridopsis nigrosepta (лат.) — вид жуков щитоносок (Cassidini) из семейства листоедов.
Африка: Ангола; Заир, Замбия, Зимбабве, Кения, Руанда, Эфиопия, ЮАР, Танзания.
Тело овальной формы, уплощённое, желтовато-песочного цвета с чёрными полосами на дорсальной стороне тела. Голова сверху не видна, так как прикрыта переднеспинкой.
Растительноядная группа, питаются растениями различных видов, в том числе из семейства Вьюнковые (Convolvulaceae): Ipomoea arborescens, Ipomoea ficifolia, Ipomoea fistulosa, Ipomoea wightii
.